# Liste des barrages des Pyrénées-Atlantiques

## Barrages hydroélectriques
Dans les Pyrénées-Atlantiques, région Nouvelle-Aquitaine, les barrages participant à la production d'électricité ont été essentiellement implantés dans les vallées  d'Aspe et d'Ossau.
Suivant les vallées, l'investisseur a été différent  SHEM (Société Hydro-Électrique du Midi) ayant construit une bonne partie des barrages et exploitant encore dans la vallée d'Ossau. EDF (Électricité de France) ayant racheté ceux de la vallée d'Aspe en amont de Bedous à la SHEM au début des années 1990.

### Vallée d'Aspe
Le Peilhou
Mis en service sur le gave d'Aspe en 1925, le barrage est haut 26,5 m et possède une hauteur de chute de 332 m et une capacité de 120 000 m3.
Estaens
Construit en 1912 en territoire espagnol, la centrale électrique étant, elle, située en France, le barrage possède une hauteur de 15,1 m, une hauteur de chute de 485 m et une capacité de 2 800 000 m3.
Anglus
Captant les eaux du gave d'Aspe depuis 1911, le barrage est haut de 13 m et possède une hauteur de chute de 161 m et une capacité de 90 000 m3.

### Vallée d'Ossau
Artouste

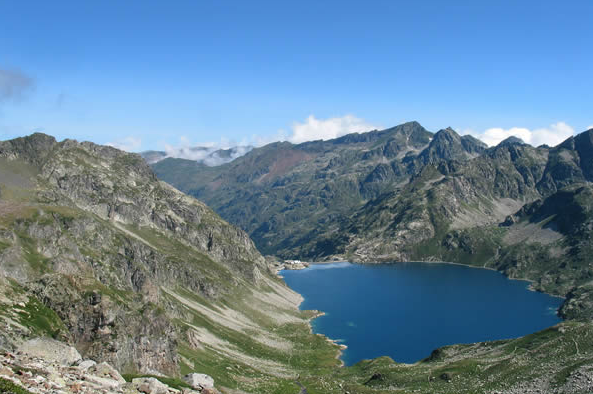
Lac d'Artouste

La construction commencée en 1927 s'achève en 1929. Haut de 27 m, avec une hauteur de chute de 763 m, le barrage a une capacité de 24 000 000 m3.
Le débit des eaux du lac d'Artouste est complété par le captage des ruisseaux du flanc droit de la vallée du Soussouéou, en particulier des ruisseaux d'Estibère, des Tourettes, de Milhas, du Palada, et de la Lie. Les eaux des lacs d'Arrémoulit et de celui d'Arrius sont également détournées vers le lac d'Artouste.
Fabrèges
1940 marque le début des travaux de la chute de Fabrèges, qui s'achèvent en 1947. Haut de 51 m et d'une hauteur de chute de 107 m, le barrage a une capacité de 6 700 000 m3.
Ce barrage fut construit pour faire face aux excédents de volumes d'eau que le barrage d'Artouste n'était pas capable de contenir et donc d'exploiter.
Bious-Artigues
Mis en service en 1957 (début des travaux en 1953) sur le gave de Bious, le barrage haut de 50 m a une hauteur de chute de 285 m et une capacité de 5 100 000 m3.

### Pays basque
Sainte-Engrâce (SHEM)
Construit entre 1914 et 1915, puis surélevé de 1953 à 1954, le barrage est mis en service en 1955 sur le gave de Sainte-Engrâce. D'une hauteur de 42 m, Il possède une capacité de 350 000 m3. Il alimente l'usine de Sainte-Engrâce d'une puissance de 1MW et l'usine de Licq-Atherey d'une puissance de 10 MW.

## Barrages de rétention d'eau
Le conseil général des Pyrénées-Atlantiques a la maîtrise d'ouvrage des barrages de rétention d'eau du département dans le but de régulation des besoins afin de soutenir l'étiage, de permettre l'irrigation, de maîtriser la qualité de l'eau et de prévenir les crues et les inondations.
Ayguelongue, qualifié de grand barrage (plus de 15 m de haut par rapport à sa fondation la plus basse)
Gabas